# Eviota sodwanaensis
Eviota sodwanaensis là một loài cá biển thuộc chi Eviota trong họ Cá bống trắng. Loài cá này được mô tả lần đầu tiên vào năm 2016.

## Từ nguyên
Loài cá này được đặt theo tên của vịnh Sodwana, nơi mà loài này lần đầu tiên được thu thập vào năm 1978.

## Phạm vi phân bố và môi trường sống
E. sodwanaensis hiện chỉ được biết đến tại vịnh Sodwana trải dài đến bãi cạn Aliwal, (KwaZulu-Natal, Nam Phi). Chúng được thu thập ở độ sâu khoảng từ 14 đến 30 m.

## Mô tả
Chiều dài cơ thể tối đa được ghi nhận ở E. sodwanaensis là 2 cm. Đầu và thân trong mờ, màu kem. Có một đốm tròn màu đen ở chẩm, đường kính lớn hơn so với đồng tử. Cơ thể có các vạch đen bên dưới da, sau hậu môn. Vảy có viền màu cam. Hai bên đầu có các đốm màu nâu cam rải rác với nhiều tế bào sắc tố nhỏ màu đen. Mống mắt màu cam ánh vàng nhạt. Vây lưng thứ nhất và vây hậu môn màu đen, có dải màu nâu cam ở gốc vây. Phần gốc của vây lưng thứ hai tương tự như vây lưng thứ nhất, các tia màu đen, màng vây trong suốt với các đốm đen nhỏ. Vây ngực và vây bụng có màu xám sẫm. Vây đuôi có những đốm đen nhỏ trên tia; đốm đen lớn ở cuống đuôi.
Số gai ở vây lưng: 7; Số tia vây ở vây lưng: 8; Số gai ở vây hậu môn: 1; Số tia vây ở vây hậu môn: 8; Số tia vây ở vây ngực: 15.